# Kanton Valence-d'Albigeois
Kanton Valence-d'Albigeois is een voormalig kanton van het Franse departement Tarn. Kanton Valence-d'Albigeois maakte deel uit van het arrondissement Albi en telde 3230 inwoners in 1999. Het werd opgeheven bij decreet van 17 februari 2014 met uitwerking op 22 maart 2015. Alle gemeenten werden opgenomen in het nieuwe kanton Carmaux-1 Le Ségala.

## Gemeenten
Het kanton Valence-d'Albigeois omvatte de volgende gemeenten:
- Assac
- Cadix
- Courris
- Faussergues
- Fraissines
- Lacapelle-Pinet
- Lédas-et-Penthiès
- Le Dourn
- Padiès
- Saint-Cirgue
- Saint-Julien-Gaulène
- Saint-Michel-Labadié
- Trébas
- Valence-d'Albigeois (hoofdplaats)